# Трехлєбов Олексій Васильович
Олексі́й Васи́льович Трехлє́бов (відомий також як Ведаго́р, 30 січня 1957, Армавір, РРФСР — 1 січня 2024) — російський письменник-неоязичник. Осавул Кубанського козацького війська.

## Життєпис
Олексій Трехлєбов народився у Армавірі, що на Кубані. З дитинства цікавився спілкуванням з природою, йогою та альпінізмом. 1990 року в якості священнослужителя допомагав збірній СРСР з альпінізму зійти на четверту за висотою гору світу — Лхоцзе. Перебуваючи в Тибеті, познайомився з буддистським монахом, який за словами самого Трехлєбова «провів обряд ініціації» та закликав його присвятити своє життя духовному відродженню Росії.
З 1991 року Олексій Трехлєбов регулярно проводив зустрічі у різних містах Росії, висвітлюючи теми «культурного спадку древніх слов'ян та аріїв». У січні 2001 року пройшов обряд ім'янаречення у Церкві православних старовірів-инглінгів, створеній Олександром Хиневичем, після чого отримав духовне ім'я Ведагор та сан «ведаман».
Трехлєбов — автор низки книг, присвячених духовному спадку та розвитку слов'яно-аріїв. Пропагує антинаукові теорії на кшталт телегонії, захоплення світу рептилоїдами тощо. Осавул Кубанського козацького війська, радник отамана з питань духовно-морального спадку та родових традицій. 2009 року ідеї Трехлєбова були засуджені авторитетними російськими неоязичницькими організаціями «Коло язичницької традиції» (рос. Круг языческой традиции) та «Союз слов'янських громад слов'янської рідної віри» (рос. Союз славянских общин славянской родной веры) як такі, що «дискредитують сучасне російське язичництво та науку».
У лютому 2013 року під час семінару в Москві Олексій Трехлєбов був затриманий представниками ОМОНу та ФСБ за розпалювання міжнаціональної ворожнечі та участь у екстремістських організаціях. За десять днів його було звільнено з-під варти під підписку про невиїзд.